# Tren Urbano
Le Tren Urbano est un système de transport en commun rapide automatisé du type métro desservant l'agglomération de San Juan au Porto Rico (municipalités de San Juan, Guaynabo et Bayamón). Mis en service d'essai le 17 décembre 2004, il comprend une ligne de 17,2 km avec 16 stations.

## Historique
De 1901 à 1946, San Juan disposait un réseau de tramway (Trolley de San Juan) de 32 km qui circulait entre San Juan et Santurce. Ce système de tramway électrique transportait à son apogée près de 10 millions de passagers par an.
Fin 1977, une proposition de développement des transports en commun comprenant un projet de métro d'une vingtaine de kilomètres a été faite au département fédéral des transports, sans suite.
Ce n'est qu'en 1989 que le Departamento de Transportación y Obras Públicas (DTOP) de Porto Rico a officiellement adopté une proposition de construction d'un système ferroviaire pour la zone métropolitaine de San Juan. En 1992, divers alignements du système ont été envisagés, la conception choisie ne desservait que certaines parties de la zone métropolitaine et non le vieux San Juan. «Tren Urbano» est le nom choisi pour le système. En 1993, la Federal Transit Administration (FTA) l'a sélectionné comme projet de démonstration clé en main. Des appels d'offres sont sortis en 1995. En 1996 et 1997, sept contrats de conception-construction ont été attribués pour les différents segments du système Tren Urbano phase 1. La société Siemens a obtenu le lot de construction du garage-atelier et du poste de contrôle et de commande de la ligne, entre les stations Torrimar et Las Lomas, ainsi que le contrat du matériel roulant, soit 64 véhicules avec option pour dix autres, la signalisation de la ligne et les automatismes de trains, le système électrique d'énergie de traction et enfin la coordination globale de la construction. Le financement est assuré par des subventions fédérales, ainsi que par des produits obligataires et des prêts.
L'autorisation de démarrage des travaux fut notifiée en août 1996. Initialement prévue pour ouvrir en juillet 2001, la construction a été marquée par des retards, des différends contractuels entre le gouvernement et les entreprises impliquées, ainsi que par des enquêtes sur une éventuelle mauvaise gestion des fonds. Le coût total du projet est de 2,25 milliards US$.
La ligne est mise en service pour essais le 19 décembre 2004. À cette date, un service gratuit était offert les fins de semaine jusqu'en avril 2005, date à laquelle les jours de semaine ont été ajoutés au service gratuit. À la fin de la période gratuite, 40 000 personnes utilisaient le train quotidiennement.
Le service commercial régulier fut initié le 6 juin 2005. Fin 2005, la fréquentation quotidienne est tombée à 24 000 passagers par jour.
Oscillant entre 30 000 et 42 000 trajets quotidiens, la fréquentation est très en deçà de la prévision de 114 000 passagers pour le dixième anniversaire de son ouverture (2015).

## La ligne
La ligne comprend dix stations surélevées, quatre au niveau du sol et deux souterraines (de Río Pedras et Universidad).
Toutes les stations sont conçues pour accueillir trois trains (6 véhicules). en conséquence la longueur des quais est de 138 mètres.

## Équipements de la ligne

### Matériel roulant
Le parc de matériel roulant se compose de 37 doublets inscindables (74 voitures) Siemens en acier inoxydable, chacun d'une longueur de 46 m. Chaque doublet transporte 146 passagers assis et 216 passagers debout. Les trains ont une vitesse maximale de 100 km/h et une vitesse en ligne de 33,2 km/h, arrêts compris. Des formations de trois rames peuvent être constituées. 
Les moteurs de traction 120 kW sont à courant alternatif car ils contiennent moins de pièces mobiles et nécessitent moins d'entretien.
Les systèmes de climatisation ont été spécialement conçus pour faire face aux conditions chaudes et étouffantes couramment rencontrées dans la région métropolitaine.
Les trains partagent de nombreuses caractéristiques avec le matériel roulant construit par Siemens pour la Blue Line de Boston MBTA (série 700). Le matériel roulant dont les composantes ont été fabriquées dans les usines de Vienne (caisse), Graz (bogie) et Erlangen (équipements électriques) a été assemblé à l'usine Siemens de Sacramento, en Californie. Les premiers trains produits sont arrivés en mars 2000.

### Energie de traction
L'alimentation de traction est un troisième rail de 750 V cc, sélectionné car minimisant l'encombrement visuel et moins vulnérable aux ouragans que les caténaires en fil métallique.
Le système de distribution d'énergie et d'alimentation de traction se compose de cinq sous-stations électriques courant alternatif (BPSS), dix sous-stations de traction, six sous-stations de puissance (SPS). Le système alimente un total de 40 sections de lignes principales.

## Exploitation et fréquentation
La société Alternate Concepts Inc est concessionnaire de l'exploitation et de la maintenance du métro.
Le système fonctionne 18 heures par jour, ouverture à 5 h 30 et fermeture vers 23 h 30.
Le Tren Urbano compte en moyenne 35 000 passagers par jour, soit un peu plus de 10 millions de passagers par an.
Les intervalles entre trains varient de 8 minutes pendant les heures de pointe à 16 minutes pendant les heures creuses en semaine. Les intervalles des trains pendant les week-ends et les jours fériés sont de 16 minutes toute la journée.
Le Tren Urbano exploite 15 trains aux heures de pointe, tandis que les autres rames se trouvent dans les stations ou servent de secours en cas de problèmes de train.

## Projets
Les dessertes du vieux San Juan au nord-est et de l'aéroport au nord-ouest, via Santurce, étaient envisagées dans des phases ultérieures du Tren Urbano. Elles ont été reportées à un futur non défini.

## Galerie de photos

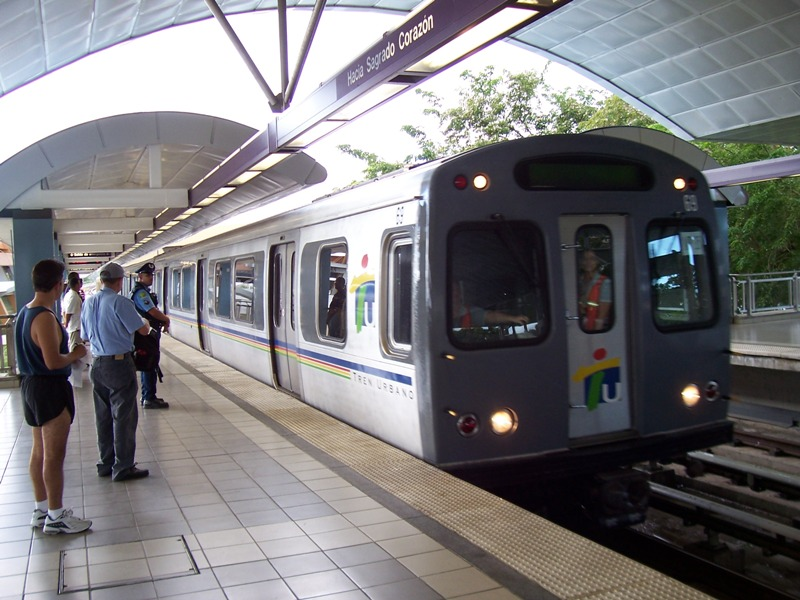
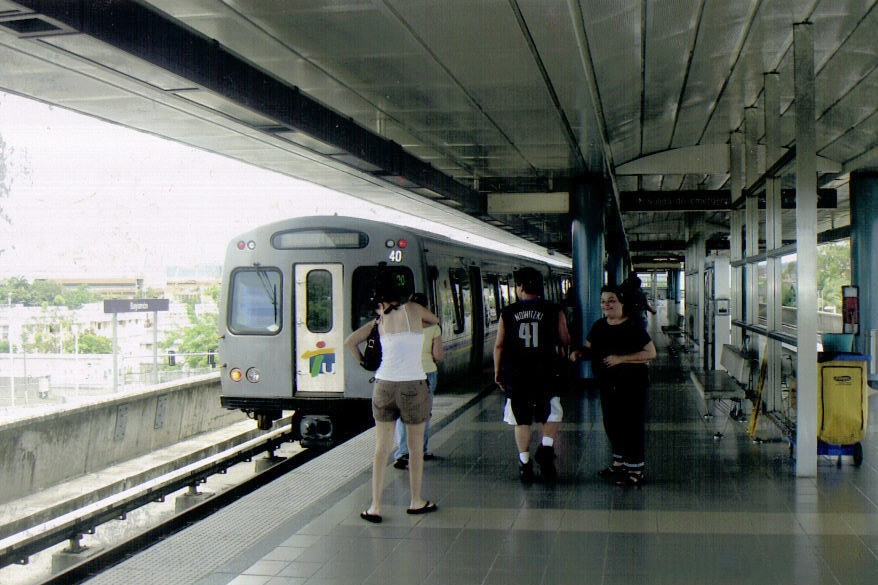
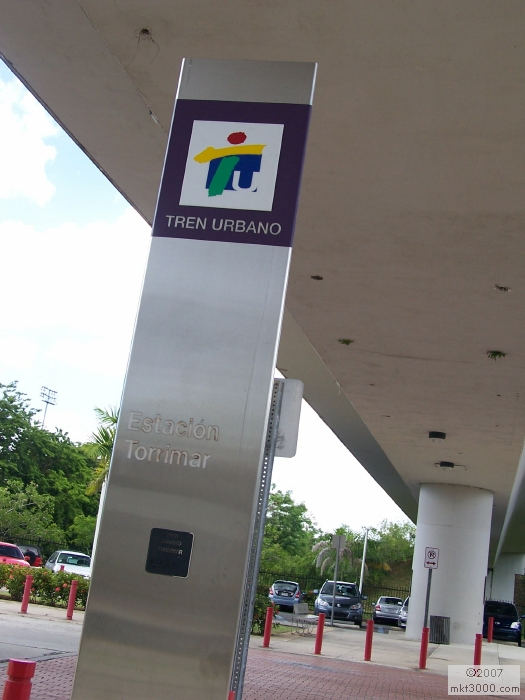
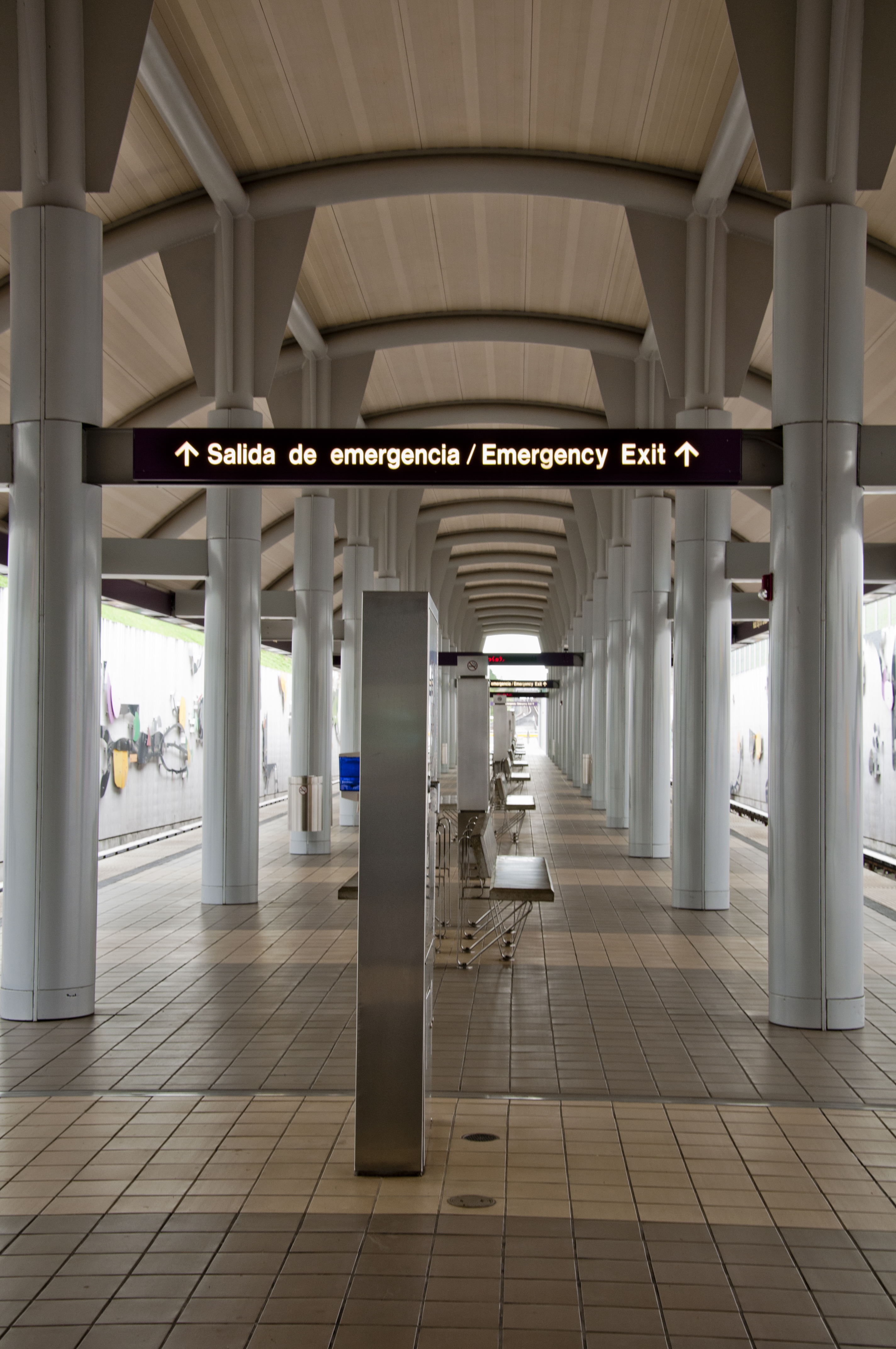
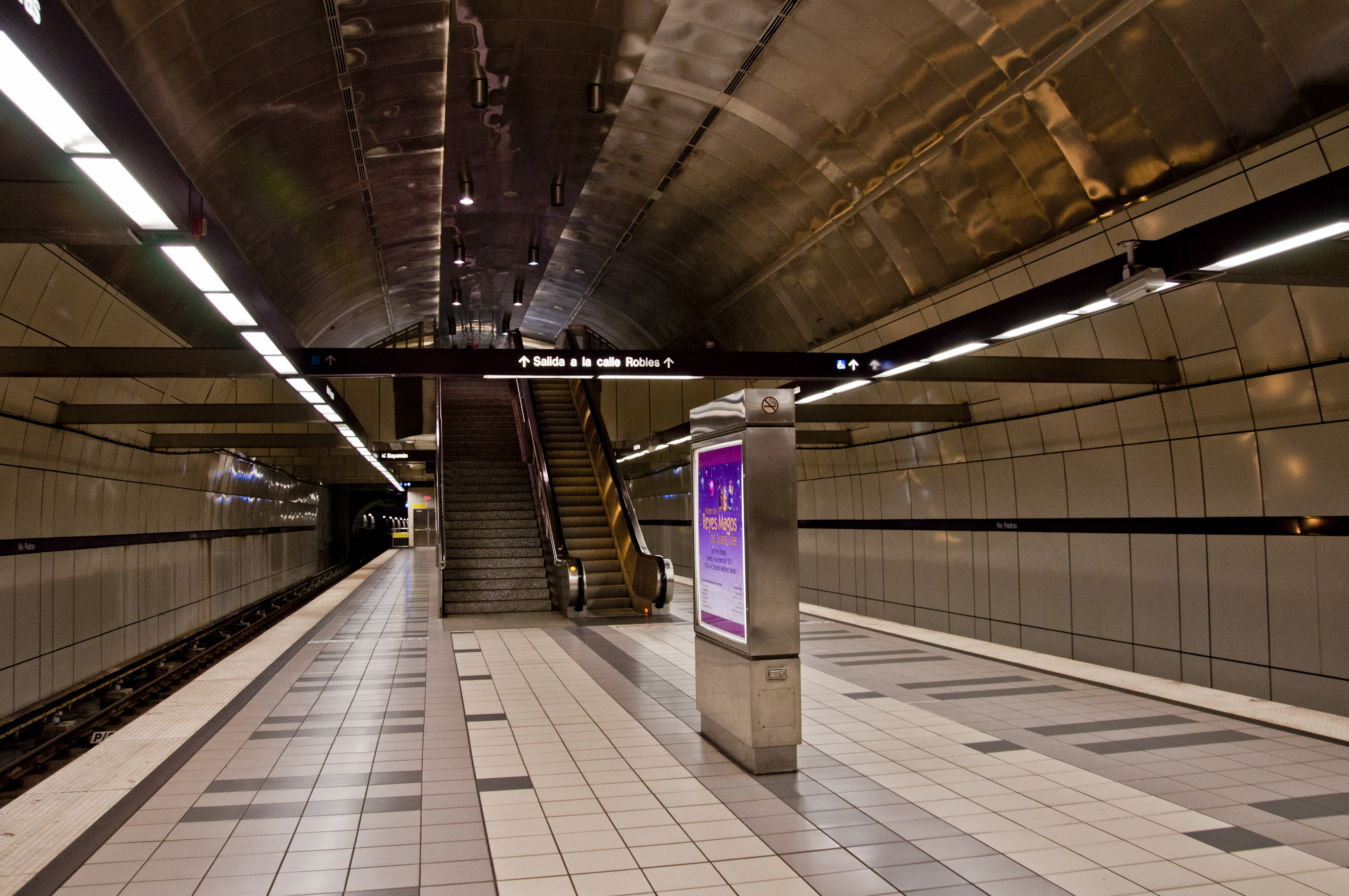
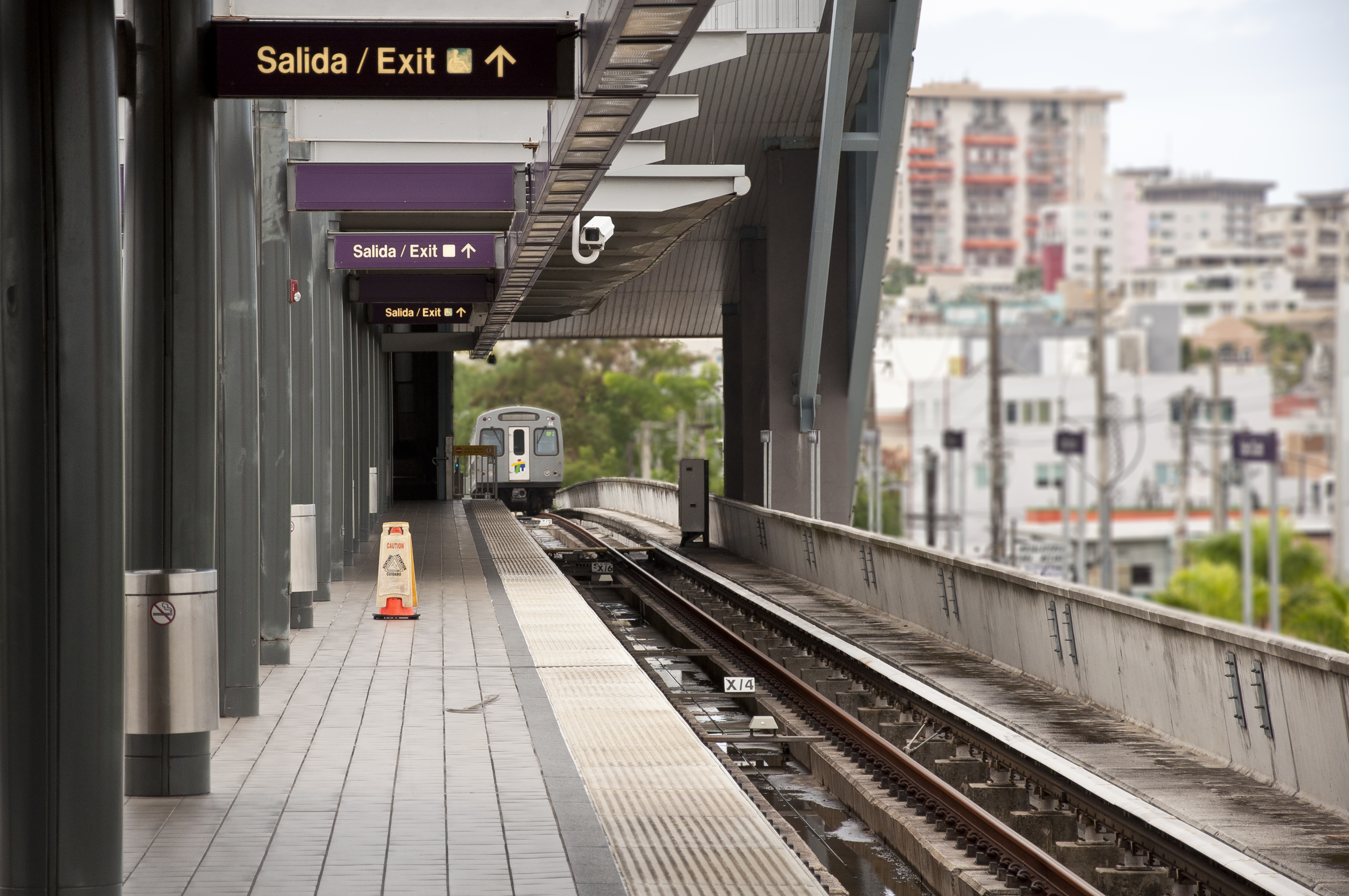
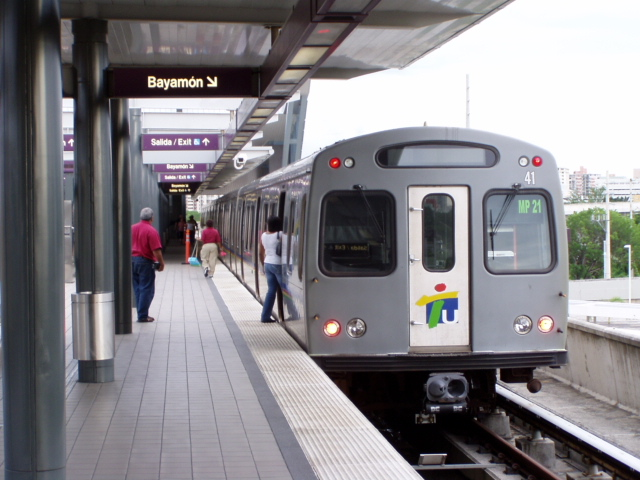